# 1889年
1889年（1889 ねん）は、西暦（グレゴリオ暦）による、火曜日から始まる平年。明治22年。

## 他の紀年法
- 干支：己丑
- 日本（月日は一致）
  - 明治22年
  - 皇紀2549年
- 清：光緒14年11月30日 - 光緒15年12月10日
- 朝鮮
  - 李氏朝鮮・高宗26年
  - 開国498年
  - 檀紀4222年
- 阮朝（ベトナム）
  - 同慶3年11月30日 - 12月29日
  - 成泰元年1月1日 - 12月10日
- 仏滅紀元：2431年 - 2432年
- イスラム暦：1306年4月28日 - 1307年5月8日
- ユダヤ暦：5649年4月28日 - 5650年4月8日
- 修正ユリウス日(MJD)：11003 - 11367
- リリウス日(LD)：111844 - 112208

※檀紀は、大韓民国で1948年に法的根拠を与えられたが、1962年からは公式な場では使用されていない。

## カレンダー
| 1月 |    |    |    |    |    |    |
| 日  | 月 | 火 | 水 | 木 | 金 | 土 |
|     |    | 1  | 2  | 3  | 4  | 5  |
| 6   | 7  | 8  | 9  | 10 | 11 | 12 |
| 13  | 14 | 15 | 16 | 17 | 18 | 19 |
| 20  | 21 | 22 | 23 | 24 | 25 | 26 |
| 27  | 28 | 29 | 30 | 31 |    |    |
|     |    |    |    |    |    |    |

| 2月 |    |    |    |    |    |    |
| 日  | 月 | 火 | 水 | 木 | 金 | 土 |
|     |    |    |    |    | 1  | 2  |
| 3   | 4  | 5  | 6  | 7  | 8  | 9  |
| 10  | 11 | 12 | 13 | 14 | 15 | 16 |
| 17  | 18 | 19 | 20 | 21 | 22 | 23 |
| 24  | 25 | 26 | 27 | 28 |    |    |
|     |    |    |    |    |    |    |

| 3月 |    |    |    |    |    |    |
| 日  | 月 | 火 | 水 | 木 | 金 | 土 |
|     |    |    |    |    | 1  | 2  |
| 3   | 4  | 5  | 6  | 7  | 8  | 9  |
| 10  | 11 | 12 | 13 | 14 | 15 | 16 |
| 17  | 18 | 19 | 20 | 21 | 22 | 23 |
| 24  | 25 | 26 | 27 | 28 | 29 | 30 |
| 31  |    |    |    |    |    |    |
|     |    |    |    |    |    |    |

| 4月 |    |    |    |    |    |    |
| 日  | 月 | 火 | 水 | 木 | 金 | 土 |
|     | 1  | 2  | 3  | 4  | 5  | 6  |
| 7   | 8  | 9  | 10 | 11 | 12 | 13 |
| 14  | 15 | 16 | 17 | 18 | 19 | 20 |
| 21  | 22 | 23 | 24 | 25 | 26 | 27 |
| 28  | 29 | 30 |    |    |    |    |
|     |    |    |    |    |    |    |

| 5月 |    |    |    |    |    |    |
| 日  | 月 | 火 | 水 | 木 | 金 | 土 |
|     |    |    | 1  | 2  | 3  | 4  |
| 5   | 6  | 7  | 8  | 9  | 10 | 11 |
| 12  | 13 | 14 | 15 | 16 | 17 | 18 |
| 19  | 20 | 21 | 22 | 23 | 24 | 25 |
| 26  | 27 | 28 | 29 | 30 | 31 |    |
|     |    |    |    |    |    |    |

| 6月 |    |    |    |    |    |    |
| 日  | 月 | 火 | 水 | 木 | 金 | 土 |
|     |    |    |    |    |    | 1  |
| 2   | 3  | 4  | 5  | 6  | 7  | 8  |
| 9   | 10 | 11 | 12 | 13 | 14 | 15 |
| 16  | 17 | 18 | 19 | 20 | 21 | 22 |
| 23  | 24 | 25 | 26 | 27 | 28 | 29 |
| 30  |    |    |    |    |    |    |
|     |    |    |    |    |    |    |

| 7月 |    |    |    |    |    |    |
| 日  | 月 | 火 | 水 | 木 | 金 | 土 |
|     | 1  | 2  | 3  | 4  | 5  | 6  |
| 7   | 8  | 9  | 10 | 11 | 12 | 13 |
| 14  | 15 | 16 | 17 | 18 | 19 | 20 |
| 21  | 22 | 23 | 24 | 25 | 26 | 27 |
| 28  | 29 | 30 | 31 |    |    |    |
|     |    |    |    |    |    |    |

| 8月 |    |    |    |    |    |    |
| 日  | 月 | 火 | 水 | 木 | 金 | 土 |
|     |    |    |    | 1  | 2  | 3  |
| 4   | 5  | 6  | 7  | 8  | 9  | 10 |
| 11  | 12 | 13 | 14 | 15 | 16 | 17 |
| 18  | 19 | 20 | 21 | 22 | 23 | 24 |
| 25  | 26 | 27 | 28 | 29 | 30 | 31 |
|     |    |    |    |    |    |    |

| 9月 |    |    |    |    |    |    |
| 日  | 月 | 火 | 水 | 木 | 金 | 土 |
| 1   | 2  | 3  | 4  | 5  | 6  | 7  |
| 8   | 9  | 10 | 11 | 12 | 13 | 14 |
| 15  | 16 | 17 | 18 | 19 | 20 | 21 |
| 22  | 23 | 24 | 25 | 26 | 27 | 28 |
| 29  | 30 |    |    |    |    |    |
|     |    |    |    |    |    |    |

| 10月 |    |    |    |    |    |    |
| 日   | 月 | 火 | 水 | 木 | 金 | 土 |
|      |    | 1  | 2  | 3  | 4  | 5  |
| 6    | 7  | 8  | 9  | 10 | 11 | 12 |
| 13   | 14 | 15 | 16 | 17 | 18 | 19 |
| 20   | 21 | 22 | 23 | 24 | 25 | 26 |
| 27   | 28 | 29 | 30 | 31 |    |    |
|      |    |    |    |    |    |    |

| 11月 |    |    |    |    |    |    |
| 日   | 月 | 火 | 水 | 木 | 金 | 土 |
|      |    |    |    |    | 1  | 2  |
| 3    | 4  | 5  | 6  | 7  | 8  | 9  |
| 10   | 11 | 12 | 13 | 14 | 15 | 16 |
| 17   | 18 | 19 | 20 | 21 | 22 | 23 |
| 24   | 25 | 26 | 27 | 28 | 29 | 30 |
|      |    |    |    |    |    |    |

| 12月 |    |    |    |    |    |    |
| 日   | 月 | 火 | 水 | 木 | 金 | 土 |
| 1    | 2  | 3  | 4  | 5  | 6  | 7  |
| 8    | 9  | 10 | 11 | 12 | 13 | 14 |
| 15   | 16 | 17 | 18 | 19 | 20 | 21 |
| 22   | 23 | 24 | 25 | 26 | 27 | 28 |
| 29   | 30 | 31 |    |    |    |    |
|      |    |    |    |    |    |    |

## できごと
- 黄熱病でパナマ運河の工事が中断。

### 1月
- 1月8日 - 米国でハーマン・ホレリスがタビュレーティングマシンの特許を取得。
- 1月10日 - 象牙海岸がフランスの保護国となる。
- 1月16日 - オーストラリアで最高気温記録（摂氏53度、クイーンズランド州クロンカリー（英語版））。
- 1月22日 - 徴兵令改正（戸主の徴兵猶予を廃止）
- 1月23日 - 三池炭鉱が三井組に払下げられる。
- 1月30日 - オーストリア＝ハンガリー帝国でルドルフ皇太子が謎の情死（マイヤーリンク事件（英語版））。

### 2月
- 2月1日

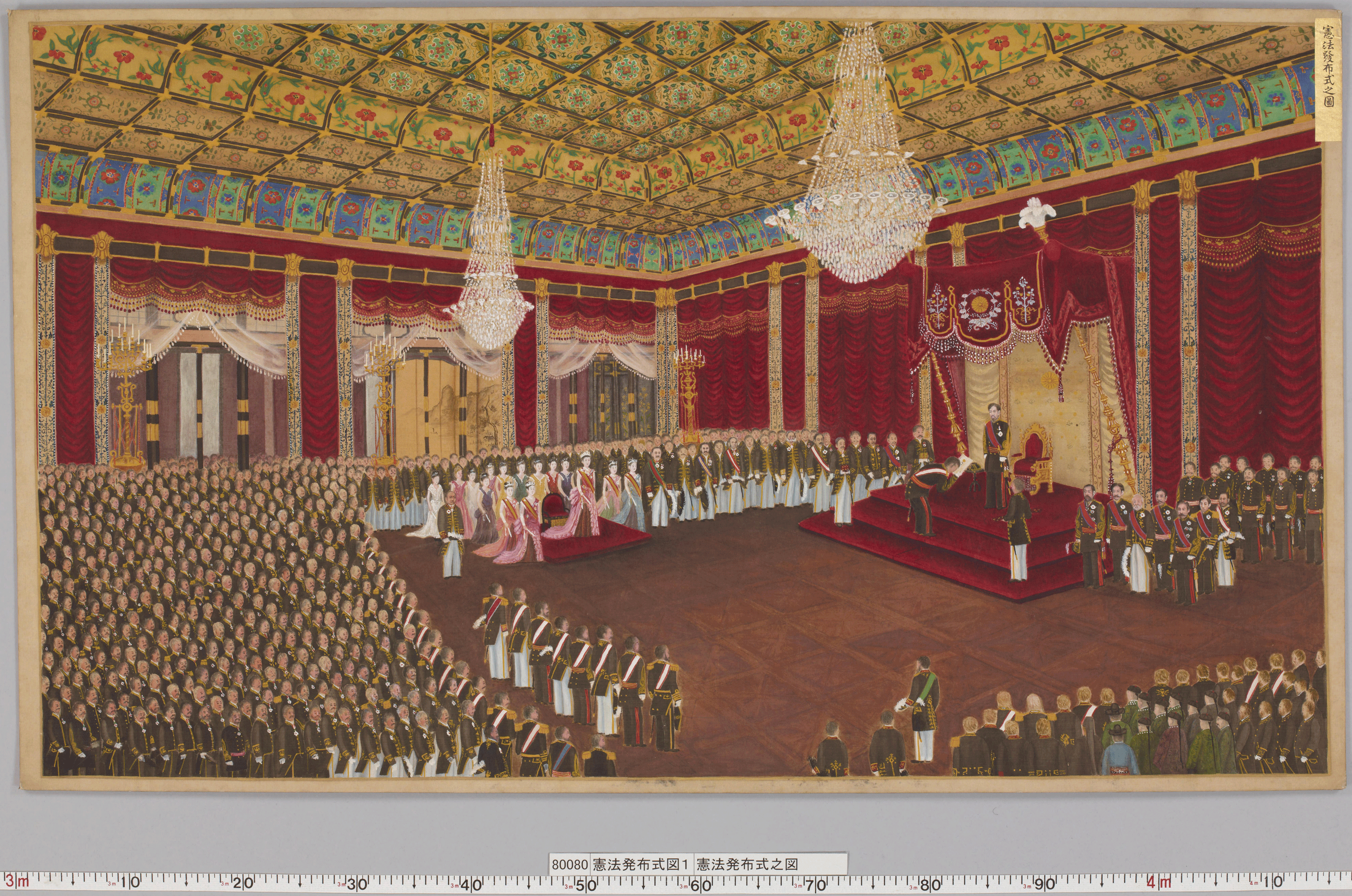
『発布式之図』床次正精

  - 『発布式之図』床次正精 東海道本線の国府津 - 静岡間開通（国府津 - 沼津間は後の御殿場線）。
  - 東京美術学校が上野公園に移転。
- 2月11日
  - 大日本帝国憲法・旧皇室典範・ 衆議院議員選挙法公布。
  - 万歳三唱が始まる。
  - 森有礼文相が、大日本帝国憲法発布式典への途上、西野文太郎によって刺殺される。
  - 日本 (新聞)創刊（陸羯南）。
- 2月12日 - 黑田首相が超然主義演説を行う。
- 2月15日 - 秋田魁新報創刊（秋田新報改題）。
- 2月17日 - セザール・フランク交響曲初演（パリ音楽院）。
- 2月20日 - 由良要塞起工。

### 3月
- 3月4日
  - 宮武外骨の『頓智協会雑誌』に発禁処分。

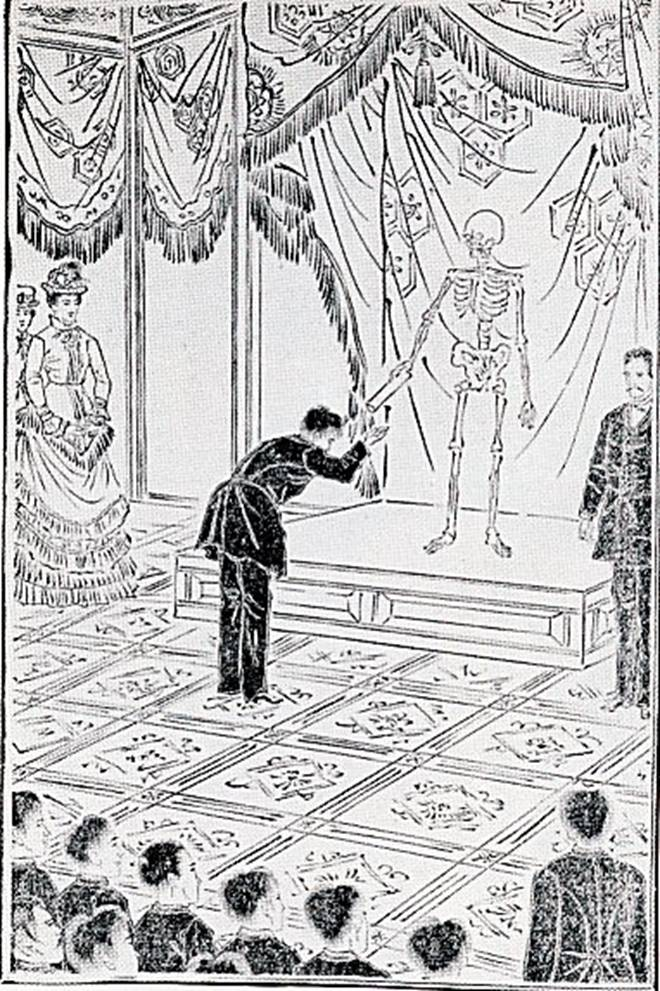
頓智研法発布式

  - 米国でベンジャミン・ハリソンが第23代大統領に就任。
- 3月23日
  - 米ハリソン大統領がオクラホマ未割当地への白人入植を認可。
  - ロンドンでウリッジ・フリー・フェリー（英語版）開業。
- 3月31日 - エッフェル塔落成式（開場5月6日）。

### 4月
- 4月1日
  - 市制・町村制施行、弘前市、横浜市、大阪市、久留米市など31の市がこの日に誕生。
  - 最初の食器洗い機がシカゴで販売。
- 4月11日
  - 甲武鉄道の新宿 - 立川間開通。
  - 東海道線安倍川付近で工事列車が正面衝突し、4人が死亡。(東海道線工事列車正面衝突事故)
- 4月22日 - 米オクラホマで白人入植解禁（ランドラッシュ）。ランドラッシュ。正午の号令とともに、一斉にオクラホマの入植地へとのりこむ入植者たち。

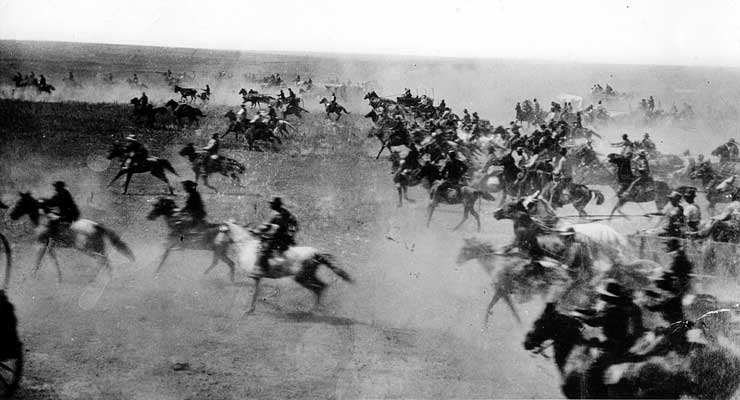
ランドラッシュ。正午の号令とともに、一斉にオクラホマの入植地へとのりこむ入植者たち。

### 5月
- 5月1日 - 東京15区で市制を施行し、東京市が誕生。
- 5月6日 - パリ万国博覧会開催（ - 10月31日）。
- 5月15日 - 大槻文彦「言海 (第一冊)」発刊。
- 5月16日 - 博物館が帝国博物館（後の帝室博物館）と改称（初代総長九鬼隆一）。
- 5月23日 - 讃岐鉄道の丸亀 - 琴平間開通　（この時の開通式で香川県議の大久保諶之丞が祝辞で瀬戸大橋の架橋を提唱する）。
- 5月30日 - エルミニー・カドル（英語版）がブラジャーの原型を発明する。
- 5月31日 - 米国ペンシルベニア州でダムが決壊しジョンズタウン洪水が発生。2209人が死亡した。

### 6月
- 6月3日 - カナダ太平洋鉄道が太平洋・大西洋間で全通。
- 6月6日 - 米国シアトルで大火（25街区壊滅、シアトルの大火（英語版）参照）。
- 6月16日 - 横須賀線の大船 - 横須賀間開通。

### 7月
- 7月1日 - 東海道本線全通（新橋 - 神戸間、直通列車毎日1往復）。
- 7月4日 - 日本生命保険設立。
- 7月8日 - ウォールストリート・ジャーナル創刊。
- 7月14日 - 第二インターナショナル結成（パリ）。
- 7月28日 - 熊本地震。

### 8月
- 8月11日 - 甲武鉄道の立川 - 八王子間開通。
- 8月26日
  - 江戸開府三百年祭。
  - 英国で児童虐待防止法 (Children's Charter) 成立。
- 十津川大水害など、紀伊半島南部で大雨被害。

### 9月
- 9月9日 - 和仏法律学校（東京仏学校と東京法学校が合併）。
- 9月20日 - 日本生命保険開業。
- 9月23日 - 任天堂骨牌（後の任天堂）創立（山内房治郎）。
- 9月24日 - 第1回国際度量衡総会（CGPM）開催（ - 9月28日）（メートル原器・キログラム原器制定）。
- 9月28日 - 関西学院（後の関西学院大学）創立。

### 10月
- 10月4日 - 日本法律学校設立。
- 10月6日 - パリでムーラン・ルージュ開業。
- 10月7日 - 海軍旗章条例（旭日旗が軍艦旗となる）。
- 10月18日 - 大隈重信外相が爆裂弾による襲撃を受け右脚を失う。
- 10月21日 - ヨハン・シュトラウス2世が『皇帝円舞曲』をベルリンで初演。
- 10月25日 - 黒田内閣総辞職（三條暫定内閣）。

### 11月
- 11月2日 - 米国でノースダコタが39番目の、サウスダコタが40番目の州となる。
- 11月3日 - 嘉仁親王が立太子礼を行う。
- 11月8日 - 米国でモンタナが41番目の州となる。
- 11月11日 - 米国でワシントンが42番目の州となる。
- 11月14日 - 婦人記者ネリー・ブライが80日間世界一周に出発（翌年1月25日に72日間余で帰着）。
- 11月15日 - 東京湾汽船（後の東海汽船）設立。
- 11月20日 - グスタフ・マーラー交響曲第1番(初稿)初演(ハンガリー国立歌劇場)。
- 11月21日 - 歌舞伎座開場。
- 11月23日 - 最初のジュークボックスが登場（サンフランシスコ）。

### 12月
- 12月1日 - 手彫切手、この日限りで使用禁止。
- 12月21日 - 九州鉄道の博多 - 千歳川間開通。
- 12月24日 - 第1次山縣内閣成立。
- 12月28日 – 世界初のインターアーバントラムが、アメリカ合衆国、オハイオ州のニューアーク - グランビル・ストリート駅に開通[1]。
- 日本麦酒目黒工場（現恵比寿）完成。

### 日付不肖
- 内務省衛生局の技手だった喜多尾元英が、局長命令で鰹エキスを栄養剤として考案する[2]。

## 誕生

### 1月
- 1月2日 - 細井魚袋、歌人（+ 1962年）
- 1月3日 - 河上丈太郎、政治家（+ 1965年）
- 1月4日 - 夢野久作、小説家（+ 1936年）
- 1月14日 - 棚橋小虎、労働運動家・政治家（+ 1973年）
- 1月18日 - 石原莞爾、陸軍軍人（+ 1949年）
- 1月20日 - トリグヴェ・グラン、パイロット・探検家・作家（+ 1980年）
- 1月21日 - ピティリム・ソローキン、社会学者（+ 1968年）
- 1月30日 - 賀屋興宣、大蔵官僚・政治家（+ 1977年）

### 2月
- 2月1日 - 石橋正二郎、実業家、ブリヂストンの創業者（+ 1976年）
- 2月3日 - リスト・リュティ、フィンランド大統領・首相
- 2月5日 - 藤井真澄、劇作家（+1962年）
- 2月6日 - 三谷隆正、法学者（+ 1944年）
- 2月10日 - 今井時郎、社会学者（+ 1972年）
- 2月11日 - 清水金太郎、声楽家（+ 1932年）
- 2月18日 - 奥村土牛、日本画家（+ 1990年）
- 2月23日 - ヴィクター・フレミング、映画監督（+ 1949年）
- 2月25日 - ゴードン・ドブソン、物理学者・気象学者（+ 1976年）
- 2月26日 - アディラ・ファキーリ、ヴァイオリニスト（+ 1962年）

### 3月
- 3月1日 - 岡本かの子、小説家（+ 1939年）
- 3月1日 - 和辻哲郎、思想家（+ 1960年）
- 3月6日 - 鈴木雅次、土木工学者（+ 1987年）
- 3月7日 - 堤康次郎、実業家・政治家・第44代衆議院議長（+ 1964年）
- 3月21日 - 柳宗悦、宗教哲学者・民芸運動家（+ 1961年）
- 3月23日 - 中願寺雄吉、2002年12月29日以降長寿世界一（+ 2003年）
- 3月24日 - 林譲治、政治家・第41代衆議院議長（+ 1960年）
- 3月24日 - アレクシア・ブリン、フィギュアスケート選手（+ 1983年）

### 4月
- 4月3日 - グリゴラシュ・ディニク、作曲家・ヴァイオリニスト（+ 1949年）
- 4月9日 - 山下太郎、実業家（+ 1967年）
- 4月9日 - エフレム・ジンバリスト、ヴァイオリニスト（+ 1985年）
- 4月14日 - アーノルド・J・トインビー、歴史学者（+ 1975年）
- 4月16日 - チャーリー・チャップリン、喜劇俳優（+ 1977年）
- 4月20日 - アドルフ・ヒトラー[3]、ナチス・ドイツ総統（+ 1945年）
- 4月24日 - リューボフ・ポポーワ、美術家・画家（+ 1924年）
- 4月26日 - ルートヴィヒ・ウィトゲンシュタイン、哲学者（+ 1951年）

### 5月
- 5月2日 - 高野松山、漆芸家（+ 1976年）
- 5月8日 - アーサー・カミング、フィギュアスケート選手（+ 1914年）
- 5月11日 - ポール・ナッシュ、画家（+ 1946年）
- 5月12日 - オットー・フランク、アンネ・フランクの父・ホロコースト生還者（+ 1980年）
- 5月14日 - 中村憲吉、歌人（+ 1934年）
- 5月17日 - 雨宮治郎、彫刻家（+ 1970年）
- 5月17日 - マルセル・モイーズ、フルート奏者（+ 1984年）
- 5月25日 - 吉田三郎、彫刻家（+ 1962年）
- 5月25日 - イーゴリ・シコールスキイ、ロシアの航空機開発者（+ 1972年）
- 5月27日 - 山本一清、天文学者（+ 1959年）
- 5月28日 - 山本宣治、政治家（+ 1929年）
- 5月29日 - 内田百閒、小説家・随筆家（+ 1971年）

### 6月
- 6月1日 - チャールズ・ケイ・オグデン、ベーシック英語創案者（+ 1957年）
- 6月9日 - 河竹繁俊、演劇学者（+ 1967年）
- 6月23日 - 三木露風、詩人（+ 1964年）

### 7月
- 7月5日 - ジャン・コクトー、作家・詩人（+ 1963年）
- 7月13日 - スタン・コベレスキ、メジャーリーガー（+ 1984年）
- 7月18日 - 木戸幸一、農商務官僚・政治家（+ 1977年）
- 7月22日 - 青山杉作、俳優、演出家、映画監督（+ 1956年）
- 7月29日 - ウラジミール・ツヴォルキン、発明家・技術者（+ 1982年）

### 8月
- 8月1日 - 室生犀星、詩人（+ 1962年）
- 8月3日 - 織田信恒（織田小星）、貴族院議員・子爵・漫画「正チャンの冒険」の作家（+ 1967年）
- 8月4日 - 新関良三、ドイツ文学者（+ 1979年）
- 8月14日 - 三富朽葉、詩人（+ 1917年）
- 8月18日 - 石井光次郎、政治家、元衆議院議長（+ 1981年）
- 8月19日 - アーサー・ウェイリー、東洋学者（+ 1966年）

### 9月
- 9月1日 - 国吉康雄、画家（+ 1953年）
- 9月1日 - 白井喬二、時代小説作家（+ 1980年）
- 9月2日 - 土倉宗明、政治家（+ 1972年）
- 9月5日 - 南原繁、政治学者（+ 1974年）
- 9月10日 - 吉阪俊蔵、農商務官僚・商工官僚・内務官僚（+ 1958年）
- 9月14日 - マリア・カポビージャ、1889年生まれの最後の生き残り（+ 2006年）
- 9月21日 - 村松梢風、小説家（+ 1961年）
- 9月26日 - マルティン・ハイデッガー、哲学者（+ 1976年）

### 10月
- 10月10日 - ハン・ファン・メーヘレン、画家・画商（+ 1947年）
- 10月16日 - 斎藤素巌、彫刻家（+ 1974年）
- 10月25日 - スモーキー・ジョー・ウッド、メジャーリーガー（+ 1985年）

### 11月
- 11月1日 - ハンナ・ヘッヒ、画家・写真家（+ 1978年）
- 11月6日 - 三神吾朗、野球選手（+ 1958年）
- 11月7日 - 久保田万太郎、小説家・劇作家・俳人（+ 1963年）
- 11月11日 - 佐佐木茂索、小説家（+ 1966年）
- 11月14日 - ジャワハルラール・ネルー、初代インド首相（+ 1964年）
- 11月20日 - エドウィン・ハッブル、天文学者（+ 1953年）
- 11月20日 - 中井一夫、裁判官・弁護士・政治家（+ 1991年）
- 11月20日 - 小野竹喬、日本画家（+ 1979年）
- 11月22日 - ドロシー・ドレーパー、インテリアコーディネーター（+ 1969年）
- 11月28日 - 伊沢蘭奢、女優（+ 1928年）

### 12月
- 12月3日 - 小汀利得、ジャーナリスト・時事評論家（+ 1972年）
- 12月5日 - 吉本せい、芸能プロモーター、吉本興業の創業者（+ 1950年）
- 12月5日 - ダミア、シャンソン歌手・女優（+ 1978年）
- 12月7日 - ガブリエル・マルセル、劇作家・哲学者（+ 1973年）
- 12月9日 - 井上成美、海軍軍人（+ 1975年）
- 12月17日 - ハーバート・ハロルド・リード、地質学者（+ 1970年）
- 12月18日 - 熊沢寛道、日本の皇位請求者（+ 1966年）
- 12月23日 - エミール・ブルンナー、スイスのプロテスタント神学者（+ 1966年）
- 12月30日 - メーライ＝ホルヴァート・ジョーフィア、フィギュアスケート選手（+ 1977年）

## 死去

### 1月
- 1月22日 - イグナシー・ドメイコ、地質学者・鉱物学者（* 1802年）
- 1月23日 - アレクサンドル・カバネル、画家（* 1823年）
- 1月30日 -ルドルフ、オーストリア皇太子（* 1858年）
- 1月30日 - マリー・フォン・ヴェッツェラ、オーストリア皇太子ルドルフの愛人（* 1871年）

### 2月
- 2月6日 - 青木貞三、官吏、実業家（* 1858年）
- 2月11日 - 西野文太郎、森有礼の暗殺犯（* 1865年）
- 2月12日 - 森有礼、文部大臣（* 1847年）
- 2月26日 - カルル・ダヴィドフ、チェロ奏者（* 1838年）

### 3月
- 3月8日 - ジョン・エリクソン、スウェーデン出身の発明家・技術者 (* 1803年)
- 3月24日 - レザーマン（英語版） (* 1833年)

### 4月
- 4月4日 - ギーゼラ・フォン・アルニム、児童文学作家（* 1827年）
- 4月6日 - 板倉勝静、江戸幕府老中・備中松山藩主（* 1823年）
- 4月9日 - ジャン＝バティスト・アルバン、コルネット奏者（* 1825年）
- 4月13日 - ジョン・パーマー・アッシャー、第7代アメリカ合衆国内務長官（* 1816年）
- 4月15日 - ダミアン神父、カトリック教会の司祭（* 1840年）
- 4月19日 - ウォーレン・デラルー、天文学者（* 1815年）
- 4月26日 - 河鍋暁斎、絵師（* 1831年）

### 5月
- 5月10日 - 立川談志 (4代目)、落語家
- 5月20日 - 上杉斉憲、出羽米沢藩第12代藩主（* 1820年）

### 6月
- 6月8日 - ジェラード・マンリ・ホプキンス、詩人（* 1844年）
- 6月15日 - ミハイ・エミネスク、詩人（* 1850年）
- 6月19日 - カルル・ベッティッハー、建築家（* 1806年）
- 6月22日 - 蝶花楼馬楽 (2代目)、落語家（* 1833年）
- 6月28日 - マリア・ミッチェル、天文学者（* 1818年）

### 7月
- 7月20日 - グスタフ・ランゲ、作曲家（* 1830年）

### 8月
- 8月19日 - オーギュスト・ヴィリエ・ド・リラダン、小説家・詩人（* 1838年）

### 9月
- 9月12日 - フュステル・ド・クーランジュ、歴史学者（* 1830年）
- 9月23日 - ウィルキー・コリンズ、小説家（* 1824年）

### 10月
- 10月8日 - 入江長八、工芸家（* 1815年）
- 10月8日 - 中村宗十郎、歌舞伎役者（* 1835年）
- 10月10日 - アドルフ・フォン・ヘンゼルト、作曲家（* 1814年）
- 10月11日 - ジェームズ・プレスコット・ジュール、物理学者（* 1818年）
- 10月18日 - アントニオ・メウッチ、発明家（* 1808年）
- 10月19日 - ルイス1世、ポルトガル王（* 1838年）

### 11月
- 11月14日 - 古今亭志ん生 (2代目)、落語家（* 1832年）
- 11月18日 - 藤堂高潔、伊勢津藩第12代藩主（* 1837年）
- 11月25日 - 伊達宗紀、伊予宇和島藩第7代藩主（* 1792年）

### 12月
- 12月6日 - ジェファーソン・デイヴィス、アメリカ連合国大統領（* 1808年）
- 12月10日 - ロレンツォ・レスピーギ、天文学者（* 1824年）
- 12月12日 - ヴィクトール・ブニャコフスキー、数学者（* 1804年）
- 12月12日 - ロバート・ブラウニング、詩人（* 1812年）
- 12月21日 - フリードリッヒ・アウグスト・クヴェンシュテット、地質学者・古生物学者（* 1809年）